# Campionato europeo femminile under 18 di pallavolo 2015
Il campionato europeo femminile under 18 di pallavolo 2015 si è svolto dal 28 marzo al 5 aprile 2015 a Plovdiv e Samokov, in Bulgaria: al torneo hanno partecipato dodici squadre nazionali under 18 europee e la vittoria finale è andata per la seconda volta alla Russia.

## Qualificazioni
Al torneo hanno partecipato: la nazionale del paese organizzatore e undici nazionali qualificate tramite i gironi di qualificazione.

## Impianti
|                                                                                 |                                                                 |  |
|                                                                                 |                                                                 |  |
| Plovdiv University Sports Hall Città: Plovdiv Capienza: - Anno d'apertura: 2012 | Arena Samokov Città: Samokov Capienza: 2 500 Anno d'apertura: - |  |

## Regolamento
Le squadre hanno disputato una prima fase a gironi con formula del girone all'italiana; al termine della prima fase:
- Le prime due classificate di ogni girone hanno acceduto alla fase finale per il primo posto, strutturata in semifinali, finale per il terzo posto e finale
- La terza e la quarta classificata di ogni girone hanno acceduto alla fase finale per il quinto posto, strutturata in semifinali, finale per il settimo posto e finale per il quinto posto.

## Squadre partecipanti
| Squadra     | Qualificazione                            | Ultima partecipazione      |
| ----------- | ----------------------------------------- | -------------------------- |
| Belgio      | 1ª al torneo di qualificazione (girone G) | Turchia 2011               |
| Bulgaria    | Paese organizzatore                       | Spagna 1995                |
| Germania    | 1ª al torneo di qualificazione (girone D) | / Montenegro e Serbia 2013 |
| Grecia      | 2ª al torneo di qualificazione (girone F) | / Montenegro e Serbia 2013 |
| Italia      | 1ª al torneo di qualificazione (girone E) | / Montenegro e Serbia 2013 |
| Paesi Bassi | 1ª al torneo di qualificazione (girone F) | / Montenegro e Serbia 2013 |
| Polonia     | 1ª al torneo di qualificazione (girone C) | / Montenegro e Serbia 2013 |
| Rep. Ceca   | 2ª al torneo di qualificazione (girone H) | / Montenegro e Serbia 2013 |
| Russia      | 1ª al torneo di qualificazione (girone H) | / Montenegro e Serbia 2013 |
| Serbia      | 1ª al torneo di qualificazione (girone B) | / Montenegro e Serbia 2013 |
| Slovenia    | 2ª al torneo di qualificazione (girone G) | / Montenegro e Serbia 2013 |
| Turchia     | 1ª al torneo di qualificazione (girone A) | / Montenegro e Serbia 2013 |

## Torneo

### Fase a gironi
| Girone A | Girone B    |
| -------- | ----------- |
| Germania | Belgio      |
| Grecia   | Bulgaria    |
| Italia   | Paesi Bassi |
| Russia   | Polonia     |
| Serbia   | Rep. Ceca   |
| Slovenia | Turchia     |

#### Girone A

##### Risultati
| 28 marzo 2015 Arena Samokov, Samokov Durata: 1h:04 - Spettatori: 125  | Italia   | 3 - 0 | Slovenia | 25-18, 25-12, 25-13               |
| 28 marzo 2015 Arena Samokov, Samokov Durata: 1h:29 - Spettatori: 175  | Russia   | 3 - 0 | Germania | 28-26, 25-23, 25-19               |
| 28 marzo 2015 Arena Samokov, Samokov Durata: 1h:25 - Spettatori: 120  | Serbia   | 3 - 0 | Grecia   | 25-21, 29-27, 25-19               |
| 29 marzo 2015 Arena Samokov, Samokov Durata: 1h:15 - Spettatori: 75   | Germania | 3 - 0 | Slovenia | 25-15, 25-18, 25-21               |
| 29 marzo 2015 Arena Samokov, Samokov Durata: 1h:41 - Spettatori: 150  | Russia   | 1 - 3 | Serbia   | 22-25, 18-25, 26-24, 21-25        |
| 29 marzo 2015 Arena Samokov, Samokov Durata: 1h:11 - Spettatori: 100  | Grecia   | 0 - 3 | Italia   | 16-25, 22-25, 19-25               |
| 30 marzo 2015 Arena Samokov, Samokov Durata: 1h:17 - Spettatori: 75   | Serbia   | 3 - 0 | Germania | 25-18, 25-19, 25-23               |
| 30 marzo 2015 Arena Samokov, Samokov Durata: 1h:55 - Spettatori: 150  | Italia   | 2 - 3 | Russia   | 25-17, 21-25, 25-21, 20-25, 10-15 |
| 30 marzo 2015 Arena Samokov, Samokov Durata: 1h:15 - Spettatori: 50   | Slovenia | 0 - 3 | Grecia   | 16-25, 18-25, 23-25               |
| 1º aprile 2015 Arena Samokov, Samokov Durata: 1h:04 - Spettatori: 100 | Serbia   | 3 - 0 | Italia   | 25-18, 25-17, 25-16               |
| 1º aprile 2015 Arena Samokov, Samokov Durata: 1h:05 - Spettatori: 100 | Russia   | 3 - 0 | Slovenia | 25-14, 25-16, 25-18               |
| 1º aprile 2015 Arena Samokov, Samokov Durata: 1h:45 - Spettatori: 125 | Germania | 3 - 1 | Grecia   | 14-25, 25-19, 25-23, 25-12        |
| 2 aprile 2015 Arena Samokov, Samokov Durata: 1h:37 - Spettatori: 70   | Slovenia | 1 - 3 | Serbia   | 25-23, 18-25, 18-25, 20-25        |
| 2 aprile 2015 Arena Samokov, Samokov Durata: 1h:11 - Spettatori: 165  | Italia   | 3 - 0 | Germania | 25-21, 25-18, 25-15               |
| 2 aprile 2015 Arena Samokov, Samokov Durata: 1h:14 - Spettatori: 50   | Grecia   | 0 - 3 | Russia   | 19-25, 22-25, 16-25               |

##### Classifica
| Pos | Squadra  | Pt | G | V | P | SV | SP | Ratio | PF  | PS  | Ratio |
| --- | -------- | -- | - | - | - | -- | -- | ----- | --- | --- | ----- |
| 1   | Serbia   | 15 | 5 | 5 | 0 | 15 | 2  | 7.500 | 426 | 346 | 1.231 |
| 2   | Russia   | 11 | 5 | 4 | 1 | 13 | 5  | 2.600 | 418 | 373 | 1.120 |
| 3   | Italia   | 10 | 5 | 3 | 2 | 11 | 6  | 1.833 | 377 | 332 | 1.135 |
| 4   | Germania | 6  | 5 | 2 | 3 | 6  | 10 | 0.600 | 346 | 363 | 0.953 |
| 5   | Grecia   | 3  | 5 | 1 | 4 | 4  | 12 | 0.333 | 335 | 375 | 0.893 |
| 6   | Slovenia | 0  | 5 | 0 | 5 | 1  | 15 | 0.066 | 285 | 398 | 0.716 |

#### Girone B

##### Risultati
| 28 marzo 2015 Plovdiv University Sports Hall, Plovdiv Durata: 1h:59 - Spettatori: 350  | Polonia     | 2 - 3 | Turchia     | 22-25, 25-23, 17-25, 25-17, 10-15 |
| 28 marzo 2015 Plovdiv University Sports Hall, Plovdiv Durata: 1h:14 - Spettatori: 700  | Bulgaria    | 0 - 3 | Rep. Ceca   | 12-25, 12-25, 21-25               |
| 28 marzo 2015 Plovdiv University Sports Hall, Plovdiv Durata: 1h:16 - Spettatori: 150  | Paesi Bassi | 0 - 3 | Belgio      | 22-25, 12-25, 23-25               |
| 29 marzo 2015 Plovdiv University Sports Hall, Plovdiv Durata: 1h:40 - Spettatori: 150  | Rep. Ceca   | 1 - 3 | Turchia     | 25-16, 15-25, 22-25, 15-25        |
| 29 marzo 2015 Plovdiv University Sports Hall, Plovdiv Durata: 1h:59 - Spettatori: 600  | Bulgaria    | 2 - 3 | Paesi Bassi | 23-25, 25-21, 27-25, 18-25, 12-15 |
| 29 marzo 2015 Plovdiv University Sports Hall, Plovdiv Durata: 1h:55 - Spettatori: 100  | Belgio      | 3 - 1 | Polonia     | 22-25, 25-18, 25-16, 25-22        |
| 30 marzo 2015 Plovdiv University Sports Hall, Plovdiv Durata: 1h:48 - Spettatori: 150  | Paesi Bassi | 2 - 3 | Rep. Ceca   | 12-25, 25-20, 25-15, 12-25, 11-15 |
| 30 marzo 2015 Plovdiv University Sports Hall, Plovdiv Durata: 1h:52 - Spettatori: 250  | Polonia     | 3 - 1 | Bulgaria    | 27-25, 27-25, 23-25, 25-16        |
| 30 marzo 2015 Plovdiv University Sports Hall, Plovdiv Durata: 1h:57 - Spettatori: 100  | Turchia     | 3 - 1 | Belgio      | 25-21, 21-25, 25-18, 25-21        |
| 1º aprile 2015 Plovdiv University Sports Hall, Plovdiv Durata: 1h:42 - Spettatori: 200 | Paesi Bassi | 1 - 3 | Polonia     | 24-26, 25-23, 17-25, 19-25        |
| 1º aprile 2015 Plovdiv University Sports Hall, Plovdiv Durata: 1h:15 - Spettatori: 400 | Bulgaria    | 0 - 3 | Turchia     | 14-25, 19-25, 28-30               |
| 1º aprile 2015 Plovdiv University Sports Hall, Plovdiv Durata: 2h:09 - Spettatori: 100 | Rep. Ceca   | 2 - 3 | Belgio      | 25-19, 25-23, 23-25, 19-25, 8-15  |
| 2 aprile 2015 Plovdiv University Sports Hall, Plovdiv Durata: 1h:13 - Spettatori: 80   | Turchia     | 3 - 0 | Paesi Bassi | 29-27, 25-18, 25-19               |
| 2 aprile 2015 Plovdiv University Sports Hall, Plovdiv Durata: 1h:15 - Spettatori: 100  | Polonia     | 3 - 0 | Rep. Ceca   | 25-23, 25-22, 25-15               |
| 2 aprile 2015 Plovdiv University Sports Hall, Plovdiv Durata: 1h:31 - Spettatori: 200  | Belgio      | 3 - 1 | Bulgaria    | 25-17, 25-12, 23-25, 25-7         |

##### Classifica
| Pos | Squadra     | Pt | G | V | P | SV | SP | Ratio | PF  | PS  | Ratio |
| --- | ----------- | -- | - | - | - | -- | -- | ----- | --- | --- | ----- |
| 1   | Turchia     | 14 | 5 | 5 | 0 | 15 | 4  | 3.750 | 451 | 386 | 1.168 |
| 2   | Belgio      | 11 | 5 | 4 | 1 | 13 | 7  | 1.857 | 462 | 395 | 1.169 |
| 3   | Polonia     | 10 | 5 | 3 | 2 | 12 | 8  | 1.500 | 456 | 438 | 1.041 |
| 4   | Rep. Ceca   | 6  | 5 | 2 | 3 | 9  | 11 | 0.818 | 412 | 403 | 1.022 |
| 5   | Paesi Bassi | 3  | 5 | 1 | 4 | 6  | 14 | 0.428 | 402 | 458 | 0.877 |
| 6   | Bulgaria    | 1  | 5 | 0 | 5 | 4  | 15 | 0.266 | 363 | 466 | 0.779 |

### Fase finale

#### Finali 1º e 3º posto
|  | Semifinali | Semifinali | Semifinali |        |        | 1º/2º posto | 1º/2º posto | 1º/2º posto |  |
|  |            |            |            |        |        |             |             |             |  |
|  | Serbia     | Serbia     | 3          |        |        |             |             |             |  |
|  | Serbia     | Serbia     | 3          |        |        |             |             |             |  |
|  | Belgio     | Belgio     | 1          |        |        |             |             |             |  |
|  | Belgio     | Belgio     | 1          |        | Serbia | Serbia      | 2           |             |  |
|  |            |            |            |        | Serbia | Serbia      | 2           |             |  |
|  |            |            | Russia     | Russia | 3      |             |             |             |  |
|  | Turchia    | Turchia    | Russia     | Russia | 3      | 1           |             |             |  |
|  | Turchia    | Turchia    |            |        |        | 1           |             |             |  |
|  | Russia     | Russia     | 3          |        |        | 3º/4º posto | 3º/4º posto | 3º/4º posto |  |
|  | Russia     | Russia     | 3          |        |        |             |             |             |  |
|  |            |            |            |        |        |             |             |             |  |
|  |            |            |            |        |        | Belgio      | Belgio      | 3           |  |
|  |            |            |            |        |        | Belgio      | Belgio      | 3           |  |
|  |            |            |            |        |        | Turchia     | Turchia     | 0           |  |

##### Semifinali
| 4 aprile 2015 Plovdiv University Sports Hall, Plovdiv Durata: 1h:45 - Spettatori: 200 | Serbia  | 3 - 1 | Belgio | 25-22, 17-25, 25-17, 25-22 |
| 4 aprile 2015 Plovdiv University Sports Hall, Plovdiv Durata: 1h:47 - Spettatori: 450 | Turchia | 1 - 3 | Russia | 23-25, 24-26, 25-16, 24-26 |

##### Finale 3º posto
| 5 aprile 2015 Plovdiv University Sports Hall, Plovdiv Durata: 1h:16 - Spettatori: 500 | Belgio | 3 - 0 | Turchia | 25-16, 25-16, 25-23 |

##### Finale
| 5 aprile 2015 Plovdiv University Sports Hall, Plovdiv Durata: 1h:57 - Spettatori: 1 150 | Serbia | 2 - 3 | Russia | 25-16, 21-25, 22-25, 25-23, 7-15 |

#### Finali 5º e 7º posto
|  | Semifinali | Semifinali | Semifinali |          |        | 5º/6º posto | 5º/6º posto | 5º/6º posto |  |
|  |            |            |            |          |        |             |             |             |  |
|  | Italia     | Italia     | 3          |          |        |             |             |             |  |
|  | Italia     | Italia     | 3          |          |        |             |             |             |  |
|  | Rep. Ceca  | Rep. Ceca  | 1          |          |        |             |             |             |  |
|  | Rep. Ceca  | Rep. Ceca  | 1          |          | Italia | Italia      | 3           |             |  |
|  |            |            |            |          | Italia | Italia      | 3           |             |  |
|  |            |            | Germania   | Germania | 1      |             |             |             |  |
|  | Germania   | Germania   | Germania   | Germania | 1      | 3           |             |             |  |
|  | Germania   | Germania   |            |          |        | 3           |             |             |  |
|  | Polonia    | Polonia    | 0          |          |        | 7º/8º posto | 7º/8º posto | 7º/8º posto |  |
|  | Polonia    | Polonia    | 0          |          |        |             |             |             |  |
|  |            |            |            |          |        |             |             |             |  |
|  |            |            |            |          |        | Rep. Ceca   | Rep. Ceca   | 3           |  |
|  |            |            |            |          |        | Rep. Ceca   | Rep. Ceca   | 3           |  |
|  |            |            |            |          |        | Polonia     | Polonia     | 0           |  |

##### Semifinali
| 4 aprile 2015 Plovdiv University Sports Hall, Plovdiv Durata: 1h:41 - Spettatori: 200 | Italia   | 3 - 1 | Rep. Ceca | 20-25, 25-23, 25-16, 25-18 |
| 4 aprile 2015 Plovdiv University Sports Hall, Plovdiv Durata: 1h:05 - Spettatori: 100 | Germania | 3 - 0 | Polonia   | 25-17, 25-12, 25-15        |

##### Finale 7º posto
| 5 aprile 2015 Plovdiv University Sports Hall, Plovdiv Durata: 1h:13 - Spettatori: 50 | Rep. Ceca | 3 - 1 | Polonia | 25-18, 25-17, 25-22 |

##### Finale 5º posto
| 5 aprile 2015 Plovdiv University Sports Hall, Plovdiv Durata: 1h:35 - Spettatori: 150 | Italia | 3 - 0 | Germania | 25-12, 21-25, 25-21, 25-14 |

## Podio

### Campione
Formazione: 1 Angelina Lazarenko, 2 Ksenija Smirnova, 3 Inna Balyko, 5 Anastasija Stal'naja, 6 Elizaveta Kotova, 8 Anastasija Maksimova, 9 Ksenija Pligunova, 10 Angelina Emelina, 12 Dar'ja Ryseva, 15 Olesja Ivanova, 16 Marija Vorob'ёva, 19 Aleksandra Oganezova, CT: Svetlana Badulina

### Secondo posto
Formazione: 2 Katarina Lazović, 3 Ana Martinović, 4 Ana Jakšić, 5 Tijana Milojević, 6 Ljubica Milojević, 7 Jovana Kocić, 8 Anastasija Sekulić, 9 Tamara Radmilović, 10 Anđela Veselinović, 11 Milica Tasić, 14 Anja Asonja, 18 Tijana Stojković, CT: Jovo Caković

### Terzo posto
Formazione: 1 Amber De Tant, 2 Silke Van Avermaet, 3 Charlotte Coppin, 4 Britt Herbots, 6 Laure Flament, 9 Lisa Van den Vonder, 10 Elien Peeters, 11 Manon Stragier, 12 Hanne Coppens, 14 Anna Valkenborg, 16 Lotte De Quick, 17 Justine D'Hondt, CT: Fien Callens

## Classifica finale
| Pos     | Squadre     | Qualificazione                    |
| ------- | ----------- | --------------------------------- |
| Oro     | Russia      | Campionato mondiale under 18 2015 |
| Argento | Serbia      | Campionato mondiale under 18 2015 |
| Bronzo  | Belgio      | Campionato mondiale under 18 2015 |
| 4       | Turchia     | Campionato mondiale under 18 2015 |
| 5       | Italia      | Campionato mondiale under 18 2015 |
| 6       | Germania    | Campionato mondiale under 18 2015 |
| 7       | Rep. Ceca   |                                   |
| 8       | Polonia     |                                   |
| 9       | Paesi Bassi |                                   |
| 10      | Grecia      |                                   |
| 11      | Bulgaria    |                                   |
| 12      | Slovenia    |                                   |

## Premi individuali
| Premio                 | Nome                | Squadra |
| ---------------------- | ------------------- | ------- |
| MVP                    | Angelina Lazarenko  | Russia  |
| Miglior palleggiatrice | Alessia Orro        | Italia  |
| Miglior opposto        | Britt Herbots       | Belgio  |
| Miglior schiacciatrice | Tutku Burcu Yüzgenç | Turchia |
| Miglior schiacciatrice | Katarina Lazović    | Serbia  |
| Miglior centrale       | Angelina Lazarenko  | Russia  |
| Miglior centrale       | Elizaveta Kotova    | Russia  |
| Miglior libero         | Tijana Milojević    | Serbia  |